# Perspective de mouvement
Pour les articles homonymes, voir Perspective.
La notion de perspective de mouvement fut développée par James J. Gibson (1904-1979). C'est le fait qu'un objet en mouvement paraît se déplacer plus lentement lorsqu'il est loin que lorsqu'il est proche.
Ceci se comprend bien en considérant la notion de perspective conique : une longueur donnée apparaît d'autant plus petite qu'elle est loin. La vitesse moyenne étant la distance parcourue divisée par le temps de parcours, on voit que la vitesse apparente diminue proportionnellement à la taille apparente.

## Applications
Ceci est utilisé pour donner un effet de profondeur dans un film d'animation ou un jeu vidéo.
Une des techniques utilisées consiste à faire défiler des calques (celluloïd) à des vitesses différentes : le calque correspondant au premier plan défile à une certaine vitesse, et les calques sous-jacents défilent plus lentement. Dans les jeux vidéo, on parle de scrolling parallax (en français, « effet de parallaxe »).
Dans les mangas, ce sont des lignes proches les unes des autres qui donne l'impression de vitesse. On part de la base de l'objet qui s'avance, et on trace des lignes jusqu'à sa "cible".